# Чами До
Чами До (на сръбски: Чами До) е село в Черна гора, разположено в община Будва. Преброяването на населението през 2011 г. показва че селото е безлюдно.

## Население
Численост на населението според преброяванията през годините:
- 1948 – 40 души
- 1953 – 35 души
- 1961 – 20 души
- 1971 – 12 души
- 1981 – 9 души
- 1991 – 6 души
- 2003 – 9 души
- 2011 – 0 души